# Titanilla Bogdányi

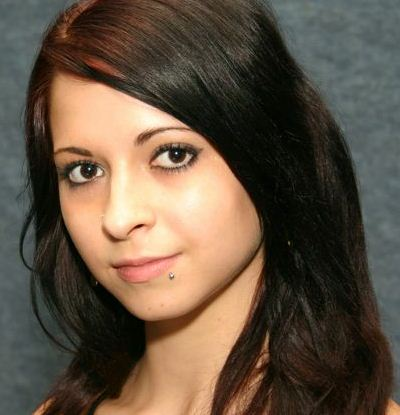
Titanilla Bogdányi

Titanilla Bogdányi (anhörenⓘ; * 12. April 1986 in Budapest) ist eine ungarische Schauspielerin und Synchronsprecherin.

## Leben und Wirken
Titanilla Bogdányi wuchs in der ungarischen Hauptstadt Budapest auf, wo sie bis heute lebt.
Sie stand bereits als 7-Jährige in einem Kinderfilm vor der Kamera. Nach ihrem Schulabschluss absolvierte sie eine professionelle Schauspielausbildung. Seither wirkte sie in mehreren Filmen und Fernsehserien mit. Sie ist vereinzelt auch am Theater tätig.
Bogdányi ist umfangreich als Synchronsprecherin aktiv. Seit Mitte der 2000er-Jahre ist sie die ungarische Synchronstimme von Lisa Simpson in der Zeichentrickserie Die Simpsons sowie auch in Die Simpsons – Der Film. Sie ist seit einigen Jahren die ungarische Stammsprecherin von Anne Hathaway, Miley Cyrus und Lindsay Lohan. Sie sprach zudem zahlreiche Figuren in verschiedenen Animationsfilmen und Zeichentrickfilmen wie beispielsweise Simsalabim Sabrina, DuckTales, Angry Birds oder Toy Story 4.
Bogdányi ist geschieden und hat eine Tochter.

## Filmografie (Auswahl)
- 2014: Hacktion: Újratöltve (Fernsehserie)
- 2017–2020: Jóban rosszban (Fernsehserie)
- 2021: Családi kör (Fernsehserie, eine Episode)
- 2022: A Séf meg a többiek (Fernsehserie)
- 2023: Mellékhatás (Fernsehserie)